# Joseph Reinhard
Joseph Reinhard, (Párizs 12. kerülete, 1912. március 1. – Bondy, 1982. február 24.) Joseph Reinhardt Django Reinhardt öccse volt, ritmusgitáros Django Reinhard legtöbb háború előtti felvételén. Joseph az erősített dzsesszgitár úttörője Franciaországban. Évekig lépett fel saját tervezésű, házilag készített hangszerével.

## Pályafutása
Tinédzser korukban a Reinhard testvérek duóként léptek fel a kávéházakban és tánctermekben. Joseph Reinhardt tagja volt a Quintette du Hot Club de France-nak, amely 1934-től 1939-ig készített lemezfelvételeket. 1943-tól  Stéphane Grappelli által vezetett Hot Four együttessel készített felvételeket. Django 1953-as halála után Joseph Reinhard rövid időre abbahagyta a gitározást, de visszatért, szerepelni Paul Paviot Django Reinhardt (1957) című dokumentumfilmjében − amelyben Grappelli, Henri Crolla és Django Reinhardt más munkatársai is szerepeltek.
Az 1961-es Paris Blues című filmben egy tetőtéri parti vendégeként jelenik meg. Joseph Reinhardot fotózták az 1978-as Django Reinhardt Fesztiválon Samois-sur-Seine-ben, ahol unokaöccse és Django első fia, Lousson is fellépett egy elektromos Gibson gitárral.
Joseph Reinhard 1982. február 7-én halt meg 69 évesen. A Samois-i temetőben nyugszik Django Reinhard mellett.

## Albumok
- Hommage a Django Reinhardt (JB, 1965)
- Live in Paris (Hot Club, 2005)